# Anders Gullberg
Karl Anders Torbjörn Gullberg, född den 16 april 1947 i Karlskoga, är en svensk sociolog. 
Bland Gullbergs verk märks City – drömmen om ett nytt hjärta, som är en omfattande kartläggning och analys av den stora cityomvandlingen i Stockholm under efterkrigstiden samt Bilder av framtidsstaden (med Mattias Höjer och Ronny Pettersson), som är en framtidsstudie av hur en hållbar stad och livet i denna skulle kunna se ut. Kortfilmen Storstadstrafik utan köer och trängsel (tillsammans med Miriam Renting) är en vision om lösningen av stadstrafikens problem genom en integrerad digital plattform för information och betalning.

## Biografi
Gullberg avlade studentexamen på reallinjens matematiska gren vid Lärarhögskolans i Stockholm övningsskola 1966, blev filosofie kandidat med beteende- och samhällsvetenskaplig inriktning 1969 och avlade socionomexamen 1972.
1984 disputerade han i sociologi vid Lunds universitet med avhandlingen Det fängslande planeringstänkandet och sökandet efter en verklighetsutväg. 1986 utsågs han till docent i pedagogik vid Stockholms universitet och 2009 till adjungerad professor vid Avdelningen för historiska studier av teknik, vetenskap och miljö vid Kungliga Tekniska högskolan (KTH), med särskild inriktning på urbana infrasystem.
Han har varit medlem i redaktionen för Häften för kritiska studier åren 1968–1971 och 1974–1977, och för tidskriften Scandinavian Housing and Planning Research 1983–1985.
Under åren 2005–2014 var han forskningschef för Kommittén för Stockholmsforskning och Stockholmia förlag inom Stockholms stad, med ansvar för stadens monografiserie.
Gullberg har innehaft olika befattningar vid Pedagogiska institutionen vid Stockholms universitet, Kommunstyrelsens kansli i Tyresö kommun, Samhällsfunktionslära vid KTH, Nordiska institutet för samhällsplanering (Nordplan), Statistiska centralbyrån, Delegationen för social forskning vid Socialdepartementet, Socialstyrelsens epidemiologiska centrum, Avdelningen för teknik och vetenskapshistoria vid KTH, Forskningsgruppen för miljöstrategiska studier vid Totalförsvarets forskningsinstitut och Historiska institutionen vid Stockholms universitet.
Anders Gullberg är numera knuten till Centre for Sustainable Communications vid KTH.
Han var 1982–1984 gift med Lisa Berg Ortman (född 1943) och 1994–2007 med Lisa Öhman (född 1959).